# 塔格默斯海姆
塔格默斯海姆是德国巴伐利亚州的一个市镇。总面积15.95平方公里，总人口1041人，其中男性548人，女性493人（2011年12月31日），人口密度65人/平方公里。